# Майя Дірадо
Майя Дірадо (англ. Maya DiRado, нар. 5 квітня 1993, Сан-Франциско, Каліфорнія, США) — американська плавчиня, дворазова олімпійська чемпіонка, срібна та бронзова призерка Олімпійських ігор 2016 року, чемпіонка світу.

## Виступи на Олімпійських іграх
| Олімпіада | Дисципліна             | Місце |
| --------- | ---------------------- | ----- |
| Ріо 2016  | 400 м комплексом       | 2     |
| Ріо 2016  | 200 м комплексом       | 3     |
| Ріо 2016  | 4×200 м вільним стилем | 1     |
| Ріо 2016  | 200 м на спині         | 1     |